# دي ليان (العدين)

تعديل مصدري - تعديل

دي ليان محلة تابعة لقرية مقاند، التابعة لعزلة الوادي بمديرية العدين إحدى مديريات محافظة إب في الجمهورية اليمنية.، بلغ تعداد سكانها 112 حسب تعداد اليمن لعام 2004.